# Падран

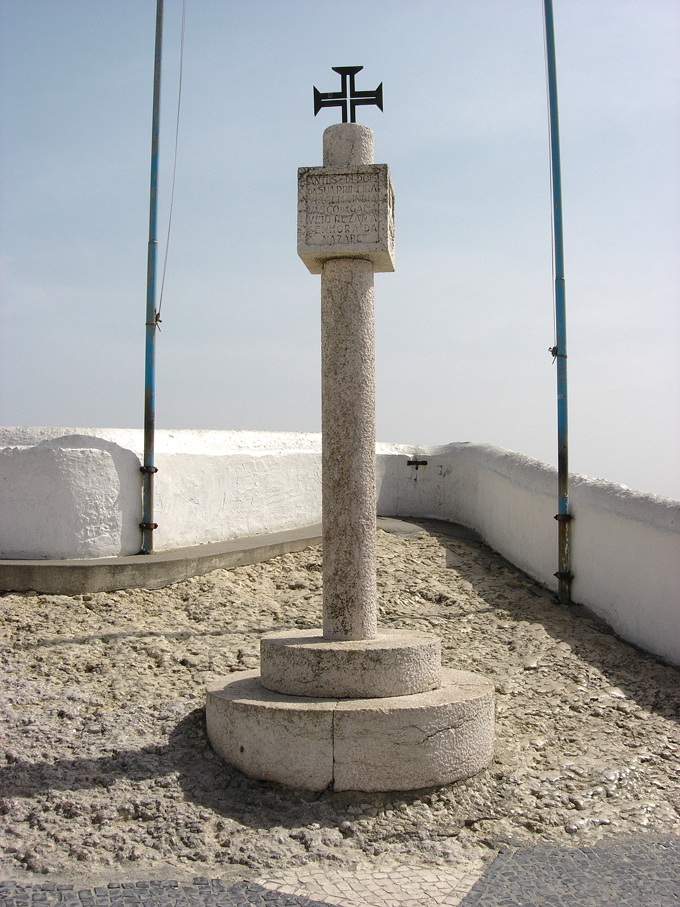
Падран, установленный Васко да Гама в г. Назаре рядом с часовней Capela da Memória

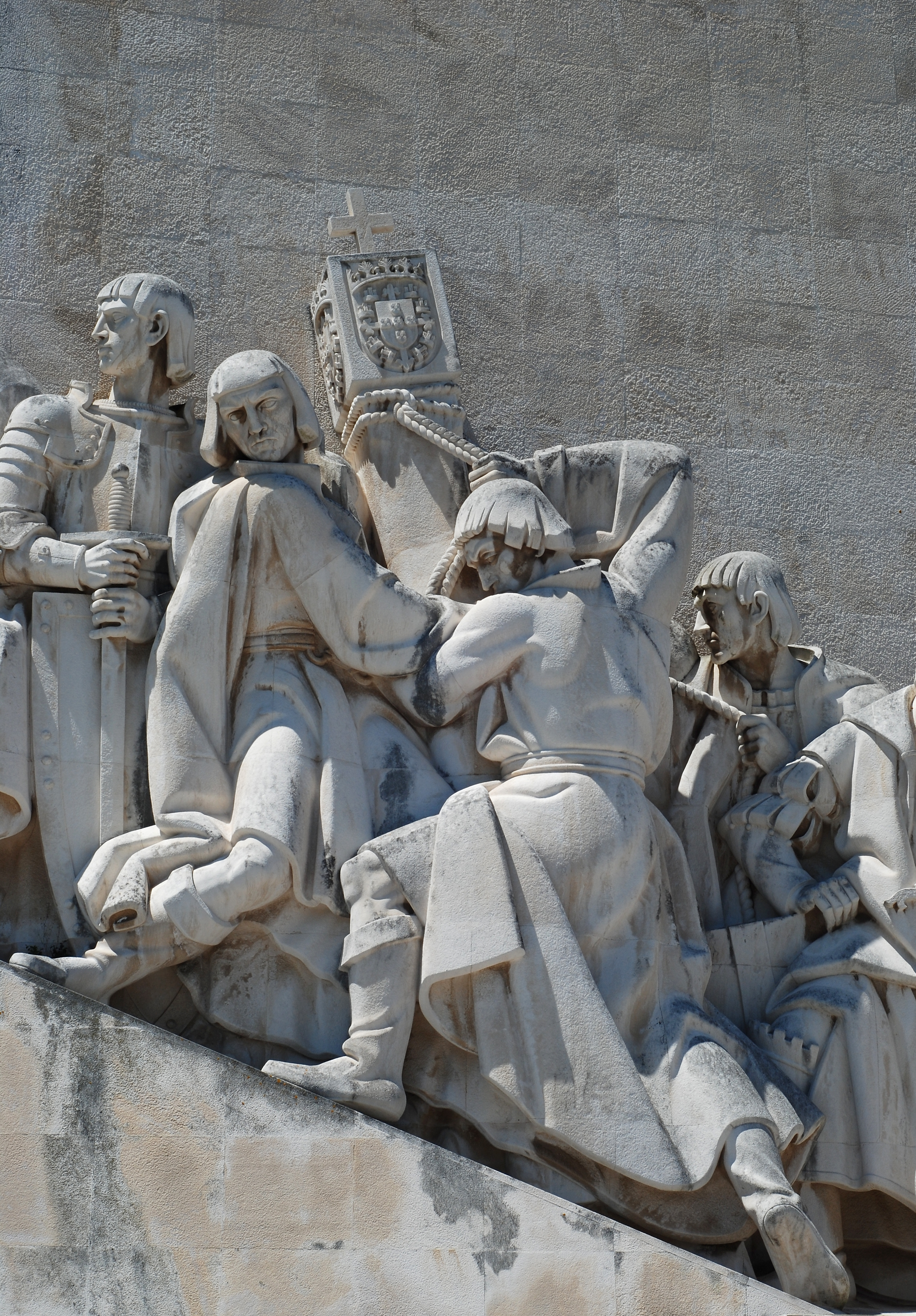
На Памятнике Первооткрывателям в Лиссабоне мореплаватели Диогу Кан, Бартоломеу Диаш и Антониу Абреу изображены устанавливающими падран

Падран (порт. Padrão) — каменный столб (часто увенчанный латинским крестом) с изображением королевского герба Португалии и надписью.

## История
Падран устанавливался португальскими мореплавателями в ходе своих исследовательских экспедиций по освоению новых земель во времена Великих географических открытий в знак перехода этой территории под управление Португалии. Покидая открытую экспедицией землю и оставляя на самом видном её месте установленный падран, исследователи продолжали своё путешествие, или же, если это была конечная точка экспедиции, возвращались к родным берегам, где отмечали на общей карте новые географические пункты. Таким образом, если на этом месте ещё не была расположена колония, и другое государство вторгалось на данную территорию, королевство имело основание оспорить это присутствие, оставляя за собой право первооткрывателя.
Другое значение имел падран, установленный в памятном месте в знак дружбы или знаменательного события. Падран такого типа внешне не отличался от того, что устанавливался мореплавателем на открытых им территориях, за исключением добавленной надписи о каком-либо памятном событии. Таким примером служит падран, установленный Васко да Гама в городе Назаре, в благодарность Деве Марии за возвращение экспедиции из Индии.
Многие из падранов, установленных португальцами в XV веке на берегах Африки, сохранились до наших дней. Так, в XX веке Лиссабонское географическое общество отыскало три падрана, установленных Диогу Каном и один – Бартоломеу Диашем.